# Kayla Ewell
Kayla Ewell (volledige naam: Kayla Noelle Ewell; Long Beach, 27 augustus 1985) is een Amerikaans actrice, die onder meer in The Vampire Diaries, The Bold and the Beautiful en Freaks and Geeks een rol heeft.

## Carrière
Ewell studeerde aan een speciale school voor dans, zang en acteren in Westminster. Ze speelde al eerder mee in series zoals "Freaks and Geeks" of "The bold and the beautiful" maar haar bekendheid steeg vooral door de Amerikaanse televisiereeks: The Vampire diaries waarin ze Vicki, het zusje van Matt Donovan, speelt.

## Trivia
Ewell zat tijdens haar tijd op de middelbare school in een surfclub. Ze woonde samen met een zus en twee broers.
- International Standard Name Identifier: 0000 0003 5596 9233
- Library of Congress Control Number: n2011066952
- Virtual International Authority File: 175575467
- WorldCat: E39PBJhhqCF4DHQrH7BtmwTj4q